# Robert Flisiak
Robert Jerzy Flisiak (ur. 1960) – polski lekarz, nauczyciel akademicki, profesor nauk medycznych, kierownik Kliniki Chorób Zakaźnych i Hepatologii Uniwersytetu Medycznego w Białymstoku.

## Życiorys
W 1985 ukończył studia medyczne w Akademii Medycznej w Białymstoku. W 1990 obronił pracę doktorską Badania specyficznych antygenów i przeciwciał zakażenia wirusem hepatitis B oraz wybranych wskaźników odczynowości immunologicznej w populacjach osób nadużywających alkoholu. 25 maja 1998 uzyskał habilitację na podstawie dysertacji zatytułowanej Prostanoidy w patogenezie i leczeniu chorób wątroby. 30 czerwca 2003 otrzymał tytuł profesora w zakresie nauk medycznych. 
W latach 2005–2008 był dziekanem Wydziału Lekarskiego z Oddziałem Stomatologii i Oddziałem Nauczania w Języku Angielskim Uniwersytetu Medycznego w Białymstoku, a w latach 2008–2012 prorektorem Uniwersytetu Medycznego w Białymstoku. Obecnie kierownik Kliniki Chorób Zakaźnych i Hepatologii na Wydziale Lekarskim z Oddziałem Stomatologii i Oddziałem Nauczania w Języku Angielskim Uniwersytetu Medycznego w Białymstoku.
Jego aktywność naukowa obejmuje choroby zakaźne i choroby wątroby, a na jego dorobek naukowy składa się ponad 300 publikacji zarejestrowanych w Web of Science Core Collection (h-index: 39, ponad 11 000 cytowań).

## Funkcje i członkostwa w towarzystwach naukowych
- Prezes Polskiego Towarzystwa Epidemiologów i Lekarzy Chorób Zakaźnych[2]
- Prezes Central European Hepatologic Collaboration
- Przewodniczący Polskiej Grupy Ekspertów HBV
- Prezes Polskiego Towarzystwa Hepatologicznego (2013–2016)
- Członek Komitetu Immunologii i Etiologii Zakażeń Człowieka PAN, Sekcja Diagnostyki i Terapii Zakażeń[2]

## Odznaczenia
- Złoty Krzyż Zasługi (2005)[4]